# Vaalbarum
Dieser Artikel wurde wegen inhaltlicher Mängel auf der Qualitätssicherungsseite des Portals Geowissenschaften eingetragen. Dies geschieht, um die Qualität der Artikel im Themengebiet Geowissenschaften zu steigern. Bitte hilf mit, die Mängel zu beseitigen, oder beteilige dich an der Diskussion. (+)

Begründung: Die Darstellung der Abschnitte nimmt keie Rücksicht darauf, dass alles nur ein Vorschlag ist.  ÅñŧóñŜûŝî (Ð) 13:39, 15. Okt. 2022 (CEST)
Im Zuge der Neudefinition des Präkambriums wird das Vaalbarum zur ersten Periode innerhalb der Ära des Mesoarchaikums. Es dauerte 470 Millionen Jahre, von 3490 bis 3020 Millionen Jahre BP.

## Bezeichnung
Die Bezeichnung Vaalbarum, engl. Vaalbaran, wurde vom Superkontinent Vaalbara abgeleitet. Vaalbara ist seinerseits ein Portmanteauwort, das sich aus -vaal, dem zweiten Wortteil von Transvaal (Transvaal-Kraton in Südafrika) und -bara, den beiden letzten Silben von Pilbara (Pilbara-Kraton in Westaustralien) zusammensetzt.

## Neudefinition der Perioden des Präkambriums
Im Zuge des Abrückens von rein radiometrisch bestimmten Periodengrenzen soll jetzt gemäß Gradstein u. a. (2012) das GSSP-Prinzip so weit wie möglich auch im Präkambrium Anwendung finden. Die Perioden werden somit anhand von bedeutenden geologischen Ereignissen definiert und nicht mehr an willkürlichen, radiometrischen Altern.

## Definition des Vaalbarums
Die Untergrenze des Vaalbarums zum vorangehenden Isuum (und damit die Paläoarchaikum-Mesoachaikum-Grenze) wird durch einen GSSP festgelegt, der an der Unterkante der Dresser-Formation zu liegen kommt. Die zur westaustralischen Warrawoona Group gehörende Dresser-Formation überlagert konkordant Kissenbasalte des North-Star-Basalt. Dem GSSP kann ein Alter von 3490 Millionen Jahren zugeordnet werden. Die Obergrenze des Vaalbarums zur zweiten Periode des Mesoarchaikums, dem Pongolum, kennzeichnet ebenfalls ein GSSP. Dieser befindet sich in der Gorge Creek Group (De Grey Supergroup), und zwar am konkordanten Kontakt zwischen dem Basalkonglomerat und dem darüberfolgenden, Quarz-reichen Sandstein. Sein Alter beträgt 3020 Millionen Jahre BP.

## Bedeutung

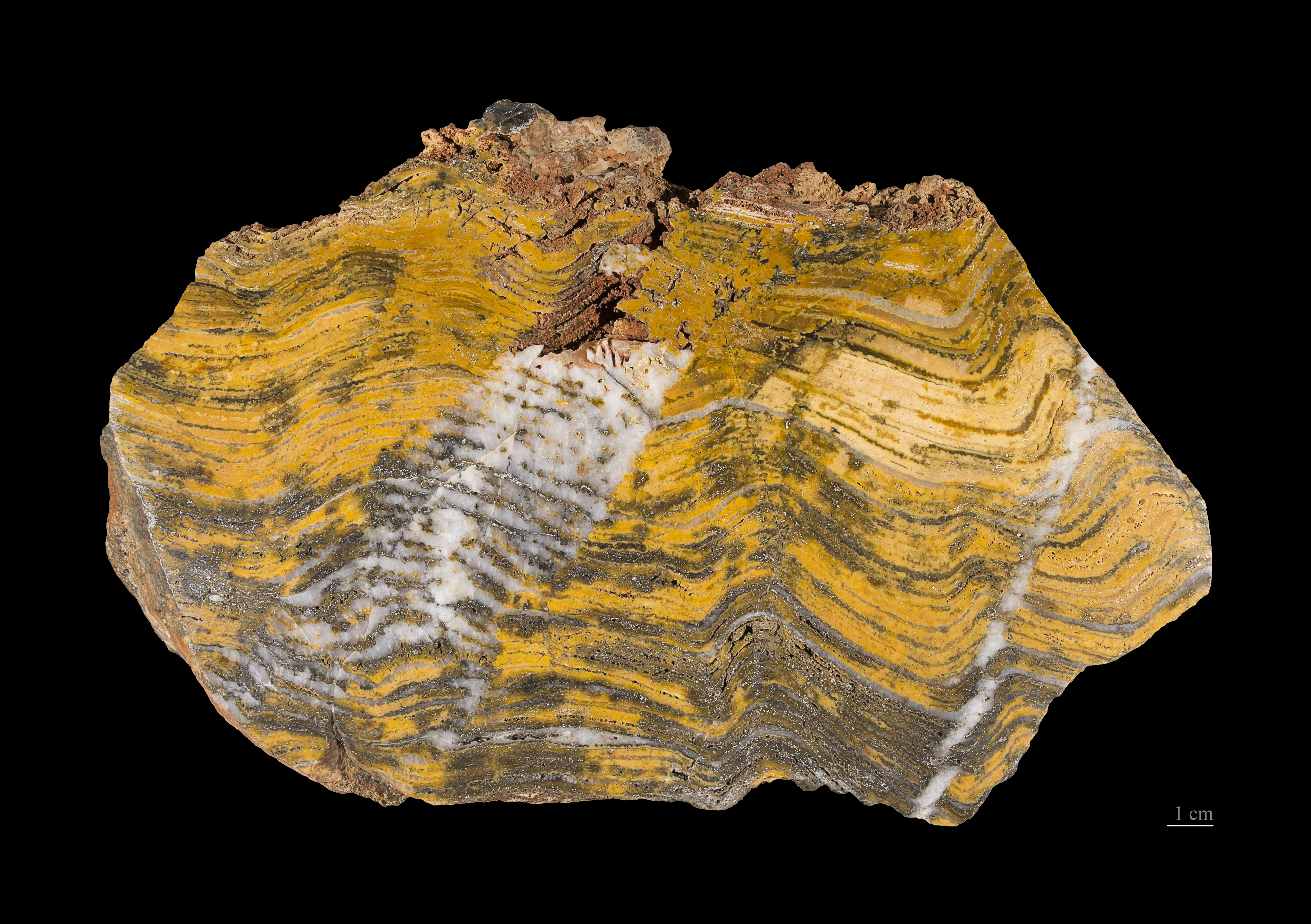
Stromatolithen der rund 3400 Millionen Jahre alten Strelley-Pool-Formation des westaustralischen Pilbara-Kratons

Das Hauptwesensmerkmal des Vaalbarums ist zweifellos das erstmalige Auftreten makroskopisch erkennbaren Lebens. So erscheinen an der Basis der Dresser-Formation die ältesten bekannten Stromatolithen. Ihre Ausbreitung ist nach dem endgültigen Abklingen des Meteoritenbombardements mit der Entstehung erster, stabiler Kontinente (bzw. Kontinentkeime) und deren schwimmfähigen Lithosphärenwurzeln verknüpft. Gute Beispiele in diesem Zusammenhang sind der Kapvaal- und der Pilbara-Kraton. Neben Stromatolithen finden sich im Vaalbarum gemäß van Kranendonk (2010b) noch zahlreiche andere Hinweise auf primitive Lebensformen.
Die fadenartigen Mikrofossilien des 3465 Millionen Jahre alten Apex-Chert vom Pilbara-Kraton galten nach den Funden von Isua und Akilia im Südwesten Grönlands (die jedoch nur indirekte, rein geochemische Nachweise darstellen) als bisher zweitälteste Hinweise für Leben. Neuerdings wird der biologische Ursprung dieser Filamente jedoch angezweifelt, da derartige Strukturen auch anorganisch entstehen können.
Neuere Forschungen von Banerjee u. a. (2006) verweisen auf röhrenartige Strukturen, die von Mikroben in der glasartigen Rinde von Kissenlaven und in Hyaloklastiten der Onverwacht Group angelegt wurden. Sollte sich die Authentizität dieser Strukturen bewahrheiten, so müsste der Ursprungsort des Lebens im marinen Milieu an der Grenzschicht zur ozeanischen Kruste zu suchen sein.

## Meteoriteneinschläge
Im Zeitraum 3470 bis 3240 Millionen Jahre BP werden innerhalb der Swasiland-Supergruppe des südafrikanischen Kaapvaal-Kratons vier Horizonte abgelagert (S1 bis S4), die auf mögliche Meteoriteneinschläge hindeuten. Der unterste Horizont kann auch in der Warrawoona Group des westaustralischen Pilbara-Kratons nachgewiesen werden. Die Sphärulen in diesen Lagen zeichnen sich durch extreme erhöhte Chrom- und Iridiumwerte aus, die einen extraterrestrischen Ursprung nahelegen. Typische Anzeichen für Impaktmetamorphose fehlen jedoch bzw. lassen sich nicht mehr nachweisen, sodass seine eindeutige Zuordnung zu Impaktereignissen weiterhin umstritten bleibt.

## Stratigraphie

### Bedeutende geologische Formationen
- Pilbara-Kraton in Westaustralien:
  - Pilbara Supergroup im East Pilbara Terrane – 3525 bis 3230 Millionen Jahre BP
    - Warrawoona Group – 3525 bis 3426 Millionen Jahre BP (jüngere Datierung: 3477 bis 3325 Millionen Jahre BP)
      - Salgash Subgroup
        - Panorama-Formation
        - Apex-Basalt
        - Towers-Formation
        - Marble-Bar-Chert

      - Coongan Subgroup
        - Duffer-Formation
        - Mount-Ada-Basalt

      - Talga Talga Subgroup
        - Dresser-Formation

    - Kelly Group – 3350 bis 3315 Millionen Jahre BP
    - Sulphur Springs Group – 3255 bis 3230 Millionen Jahre BP

  - De Grey Supergroup – 3050 bis 2930 Millionen Jahre BP
    - Gorge Creek Group – 3050 bis 3020 Millionen Jahre BP
    - Whim Creek Group – 3010 bis 2990 Millionen Jahre BP
    - Mallina Basin – 2970 bis 2940 Millionen Jahre BP

  - Roeburne Group im Westabschnitt – 3270 bis 3250 Millionen Jahre BP
  - Whundo Group im Zentrum – 3125 bis 3115 Millionen Jahre BP
- Nordchina-Kraton – 3100 bis 2900 Millionen Jahre BP:
  - Quishui Group im östlichen Shandong
  - Longgang Group im südlichen Jilin
  - Lower Anshan Group im Norden von Liaoning
  - Qianan Supracrustals im östlichen Hebei
  - Chentaigou Supracrustals in Anshan
- Dharwar-Kraton im Süden Indiens:
  - Sargur Group – 3100 bis 2900 Millionen Jahre BP
- Singhbhum-Kraton im Nordosten Indiens:
  - Iron Ore Group – 3100 bis 2900 Millionen Jahre BP
- Kaapvaal-Kraton in Südafrika:
  - Swasiland-Supergruppe – 3547 bis 3100 Millionen Jahre BP
    - Onverwacht-Gruppe – 3547 bis 3260 Millionen Jahre BP
      - Mendon-Formation
      - Kromberg-Formation
      - Hooggenoeg-Formation
      - Komati-Formation
      - Theespruit-Formation
      - Sandspruit-Formation[8]

    - Fig-Tree-Gruppe – 3259 bis 3225 Millionen Jahre BP[9]
    - Moodies-Gruppe – 3227 bis 3110 Millionen Jahre BP[10]

  - Dominion-Gruppe – 3090 bis 3070 Millionen Jahre BP
- Antarktis:
  - Nimrod Group im Transantarktischen Gebirge – 3290 bis 3060 Millionen Jahre BP.[11] Die sehr heterogene Gruppe wurde um 1730/1720 Millionen Jahre BP von der Nimrod-Orogenese und um 540/520 Millionen Jahre BP von der Ross-Orogenese erfasst.[12]

## Lagerstätten
- Gold:
  - Jamestown-Ophiolith des Barberton-Grünsteingürtels, Kaapvaal-Kraton (Main Reef Complex, Agnes Mine und Sheba Mine) – <3500 Millionen Jahre BP[13]
- Nickel und Platinmetalle:
  - Jamestown-Ophiolith des Barberton-Grünsteingürtels, Kaapvaal-Kraton (Bon-Accord-Nickel-Lagerstätte)[14]

## Magmatismus
- Grünsteingürtel:
  - Jamestown-Ophiolith im Barberton-Grünsteingürtel, Kaapvaal-Kraton – um 3500 Millionen Jahre BP
  - Sayan-Grünsteingürtel im Sayan-Faltengürtel, Sibirien-Kraton – um 3200 Millionen Jahre BP
  - Olondo-Grünsteingürtel im Aldan-Schild, Sibirien-Kraton – 3065 bis 2986 Millionen Jahre BP

## Geodynamik

### Orogenesen
- Baltischer Schild:
  - Saamium – 3100 bis 2900 Millionen Jahre BP